# Корпетай
Корпетай — курган 37 батыров, памятник сакской эпохи (7—6 вв. до н. э.). Расположен в Актогайском районе Карагандинской области, у подножия горы Корпетай, в 4 км от озера Нуртай. Впервые обнаружен и исследован в 1952 году Центрально-Казахстанской археологической экспедицией под руководством А. Маргулана. В 1997 году при проведении разведочных работ археологической экспедицией «Сарыарка» были выполнены дополнительные топографии и чертежи. Корпетай полностью не исследован и относится к числу так именуемых «курганов с усами» саков Центрального Казахстана. Основной курган находящийся в центре выложен камнями диаметром 35 м. К востоку от него расположен небольшой курган диаметром 11 м и высотой 0.63 м. От него в восточном направлении протянулись две цепочки камней длиной около 100 м. В северной части этого сооружения, состоящего из центрального и небольшого «кургана с усами», на расстоянии 80—100 м расположены 37 небольших каменных курганов. Небольшие курганы установлены в ряд с запада на восток, диаметром 5—8 м, высотой 0.3—0.6 м. В 1952 году в ходе исследований были проведены раскопки 5 небольших курганов. Найдены обломки глиняной посуды и кости домашних животных. Курган Корпетай — захоронение знатного и богатого человека из племени саков Центрального Казахстана.